# Strega
Strega ou Liquore Strega est un amer italien fabriqué depuis 1860 par l'entreprise Strega Alberti à Bénévent en Campanie.

## Histoire
Strega a été développé en 1860 par l'équipe père-fils Carmine Vincenzo Alberti et Giuseppe Alberti. La société a prospéré jusqu'à la mort de Giuseppe Alberti en 1894.
La marque se fait connaitre grâce à ses publicités hautes en couleur et artistiques. Une affiche a été faite en 1906 dans le nouveau style artistique. Le nom de strega (« sorcière » en français) se rattache à la légende des sorcières de Bénévent (it) aux temps des Lombards. Dans le monde anglophone, elle est parfois traduite littéralement par « The witch ».

## Caractéristiques

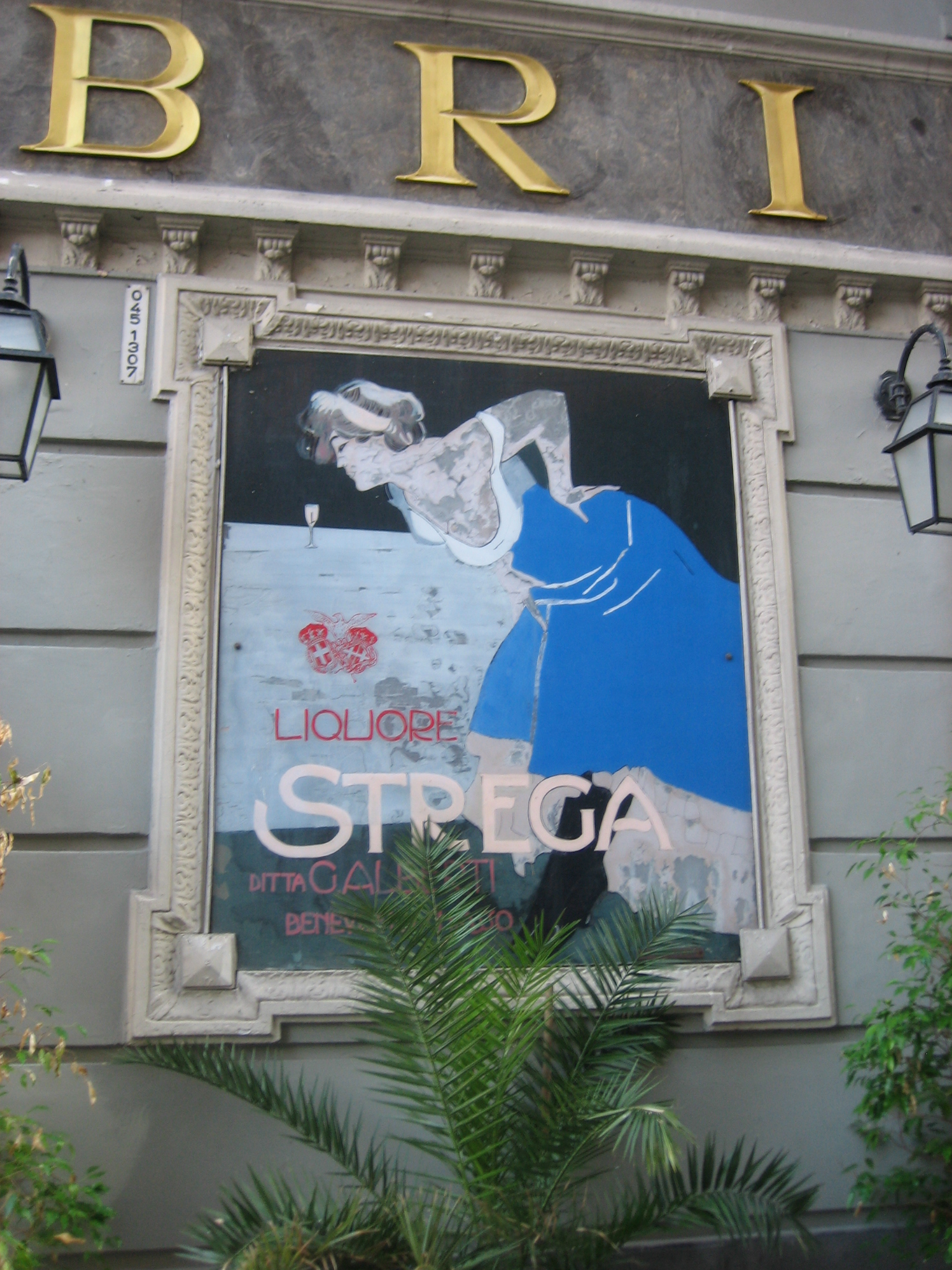
Ancienne publicité affichée à l'extérieur du caffè Gambrinus.

Confectionnée à base de 70 herbes parmi lesquelles la menthe du sannio, le fenouil, la cannelle de Ceylan, l'iris de Florence et le genévrier des Apennins, sa couleur jaune est due au safran contenu dans sa composition. Elle titre 40 degrés d'alcool. Sa recette est, comme beaucoup de liqueurs, secrète. Elle est préparée par quelques personnes qui connaissent seulement les quantités des herbes inventoriées mais qui en ignorent la nature. Quelques ingrédients, précieux et couteux, comme le safran, sont conservés dans des armoires fermées à clé. Il est encore aujourd'hui vieilli en tonneaux de rouvre dans sa version Strega riserva.
La Strega est une boisson à consommer principalement en digestif. Son goût est voisin de celui de l'Izarra.
En pâtisserie, elle est utilisée pour donner du goût par exemple à la torta caprese.

## Prix littéraire
Le Prix Strega, l'un des plus prestigieux prix littéraire italien, est créé en 1947 par Guido Alberti, alors propriétaire de la distillerie, associé à ses amis; l'écrivain Maria Bellonci et son mari Goffredo[réf. nécessaire].

## Culture populaire
La liqueur Strega est souvent citée comme la boisson de référence, consommée par les protagonistes, dans plusieurs œuvres littéraires parmi lesquelles Inside Mr. Enderby d'Anthony Burgess, Le Parrain de Mario Puzo, L'Adieu aux armes d'Ernest Hemingway ; de productions cinématographiques telles Kitty Foyle réalisée par Sam Wood, le soap opera Des jours et des vies et Made de Jon Favreau.